# Rhaconotus testaceus
Rhaconotus testaceus är en stekelart som först beskrevs av Gyöö Viktor Szépligeti 1908.  Rhaconotus testaceus ingår i släktet Rhaconotus och familjen bracksteklar. Inga underarter finns listade i Catalogue of Life.